# 롤라 크레통
롤라 크레통(Lola Créton, 1993년 12월 16일 ~ )은 프랑스의 배우이다.

## 출연 작품
- 디스어피어드 인 윈터 (2014)
- 돌이킬 수 없는 (2013)
- 5월 이후 (2012)
- 꽃다운 아이리스 (2011)
- 안녕, 첫사랑 (2011)
- 푸른 수염 (2009)
- 팀퍼틸 아이들 (2008)